# Corythosaurus
Corythosaurus (hjälmödla) tillhörde hadrosauriderna och fanns under slutet av kritaperioden i Nordamerika. Den blev nästan 10 meter lång och vikten var uppskattningsvis 4 500 kg. Den hade en kam på huvudet i form av en cirkel, säkerligen färggrann för att imponera på andra i samma art. Den hade också en platt svans som den kunde använda när den simmade.
Artens bakre extremiteter var lite längre än de främre.